# بوب مارتن
بوب مارتن (7 أكتوبر 1969 بمنيابولس في الولايات المتحدة - ) (بالإنجليزية: Bob Martin)‏ هو لاعب كرة سلة أمريكي في مركز الوسط. لعب مع لوس أنجلوس كليبرز.

## وصلات خارجية
- بوب مارتن على موقع إن بي أي (الإنجليزية)
- بوب مارتن على موقع سبورتس رفرنس (الإنجليزية)
- بوب مارتن على موقع كلية كرة السلة في سبورتس رفرنس.كوم (الإنجليزية)
- بوب مارتن على موقع ريلجم (الإنجليزية)
- بوب مارتن على موقع بروبوليرز (الإنجليزية)